# Mesa (Washington)
Mesa je grad u američkoj saveznoj državi Washington. Prema popisu stanovništva iz 2010. u njemu je živjelo 489 stanovnika.